# Caaguazú (departement)
Caaguazú is een departement van Paraguay. Het heeft een oppervlakte van 11.474 km² en 483.048 inwoners (2012); voor 2016 is de prognose 540.176 inwoners. De hoofdstad is Coronel Oviedo.

## Bestuurlijke indeling
Het departement is verdeeld in 22 districten.
| Nr. | District                         | Inwoners | Oppervlakte |
| --- | -------------------------------- | -------- | ----------- |
| 1   | Caaguazú                         | 126.477  | 978 km²     |
| 2   | Carayaó                          | 15.871   | 920 km²     |
| 3   | Coronel Oviedo                   | 121.126  | 879 km²     |
| 4   | Doctor Cecilio Báez              | 7.837    | 905 km²     |
| 5   | Doctor Juan Eulogio Estigarribia | 36.840   | 214 km²     |
| 6   | Doctor Juan Manuel Frutos        | 24.352   | 214 km²     |
| 7   | José Domingo Ocampos             | 11.150   | 164 km²     |
| 8   | La Pastora                       | 5.893    | 216 km²     |
| 9   | Mariscal Francisco Solano López  | 7.010    | 1.230 km²   |
| 10  | Nueva Londres                    | 4.981    | 883 km²     |
| 11  | Nueva Toledo                     | 5.041    | 609 km²     |
| 12  | Raúl Arsenio Oviedo              | 17.025   | 1.379 km²   |
| 13  | Repatriación                     | 33.214   | 1.012 km²   |
| 14  | R. I. Tres Corrales              | 9.398    | 455 km²     |
| 15  | San Joaquín                      | 17.861   | 226 km²     |
| 16  | San José de los Arroyos          | 19.557   | 887 km²     |
| 17  | Santa Rosa del Mbutuy            | 12.971   | 298 km²     |
| 18  | Simón Bolívar                    | 6.221    | 300 km²     |
| 19  | Tembiaporá                       | 14.549   | 444 km²     |
| 20  | Tres de Febrero                  | 10.005   | 214 km²     |
| 21  | Vaquería                         | 11.816   | 1.150 km²   |
| 22  | Yhú                              | 34.922   | 678 km²     |

| Detailkaart |
| ----------- |
|             |
| Districten  |